# Riko Ueki
Riko Ueki (植木 理子 Ueki Riko?), född 30 juli 1999 i Kanagawa prefektur, är en japansk fotbollsspelare som spelar för Nippon TV Beleza.
Ueki spelade 2 landskamper för det japanska landslaget.